# Тарбут
Тарбут (Tarbut, івр. תרבות - Культура) — мережа секуляризованих навчальних закладів із викладанням мовою іврит. Також Тарбутом називався рух за поширення шкіл такого типу. Отримав поширення в частинах колишньої смуги осілості, особливо в Польщі, Румунії та Литві. Більшість шкіл діяли у проміжку між Першою та Другою світовими війнами, але деякі навчальні заклади, що асоціюють себе з цим рухом, продовжують працювати дотепер.

## Історія

### Освітня діяльність

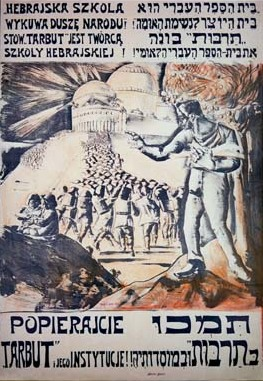
Плакат із польської школи Тарбут, 1930-ті роки

Тарбут був мережею івритомовних навчальних закладів, пов'язаних із сіоністським рухом. Початок його діяльності виводиться від 1922 року, коли перша конференція Тарбуту була проведена у Варшаві. Рух мав свої дитсадки, початкові та середні школи, заклади для підготовки вчителів, освітні курси для дорослих, бібліотеки та видавництво, яке випускало педагогічні матеріали, підручники та дитячі періодичні видання.
Станом на 1921 рік у школах Тарбуту навчалося 25,829 учнів; у 1934–1935 — 37,000; а у 1939 році вже 45,000 учнів були зареєстровані у 270 закладах. Таким чином, в тарбутах навчалися 25% усіх учнів єврейських шкіл Польщі  та 9% від усієї кількості учнів-євреїв. Навчальна програма була світською і включала точні науки, гуманітарні науки, вивчення івриту та єврейської історії.
Європейські школи Тарбуту постійно мали недостатнє фінансування. Серед європейських євреїв, які зверталися по фінансову допомогу до Джойнту, були поет Хаїм Нахман Бялик та сіоністські літери Нагум Соколов та Володимир Жаботинський.
Однак окремі школи продовжували діяти і в роки війни, зокрема одна школа в Бухарі (Узбекистан) обслуговувала велику кількість єврейських біженців з окупованої нацистами Польщі. Під керівництвом Нахума Шохета (נחום שוחט) школа діяла до кінця війни. Випускники здавали іспити на атестат зрілості під наглядом уряду Польщі у вигнанні; це давало їм право здобувати вищу освіту після війни.

### Видавнича діяльність
Тарбут випускав низку дитячих видань івритом, орієнтованих на місцевого читача. Серед цих видань був Shibolim («Колосся пшениці»), варшавський двотижневик, що виходив у 1922–1923 роках і включав як тексти з голосними літерами, так і без них, що дозволяло читати його дітям різного віку. В Shibolim друкувалася художня література, розважальні тексти, статті, пов'язані зі спортом чи ремеслами. Протягом 1935–1939 років друкувався двотижневик Olami, який висвітлював поточні події та складався із трьох частин: Olami («Мій світ») для учнів 5-7 класів, Olami Hakatan («Мій маленький світ») для учнів 3-4 класів та Olami Haktantan («Мій малесенький світ») для учнів 1-2 класів. Поряд з інформацією про події з єврейського життя в Польщі, в Olami були й матеріали про події в Палестині.

## Сьогодення
Мережа Тарбут більше не існує. Однак окремі школи, які поділяють цінності Тарбуту, додають це слово в свою назву. Такі навчальні заклади діють в Аргентині, Мексиці та США.